# Alcoroches
Alcoroches es un municipio y localidad española de la provincia de Guadalajara, en la comunidad autónoma de Castilla-La Mancha. El término municipal, ubicado en la comarca del Señorío de Molina-Alto Tajo, cuenta con una población de 127 habitantes (INE 2024).

## Geografía
En cuanto a vegetación se da el pino albar o de Valsaín, junto a rebollar (Quercus pyrenaica), en la cara sur, y encinas en la parte norte, además de Genista scorpia y cistáceas en los montes cercanos al núcleo habitado. Una parte de dichos bosques forma parte del parque natural del Alto Tajo, del que el municipio es integrante. 

## Historia
Fue uno de los pocos pueblos que compró su soberanía o independencia con respecto a Molina de Aragón en la Edad Media.[cita requerida] A mediados del siglo XIX, el lugar contaba con una población censada de 466 habitantes. La localidad aparece descrita en el primer volumen del Diccionario geográfico-estadístico-histórico de España y sus posesiones de Ultramar de Pascual Madoz de la siguiente manera:

ALCOROCHES: v. con ayunt. de la prov. de Guadalajara (27 leg.), part. jud. de Molina (5), aud. terr. y c. g. de Madrid (37), adm. de rent. y dióc. de Sigüenza (17): sit. á la falda S. de una cord. que depende de las sierras de Molina, y á la vista de un valle de labor con algunos pequeños huertos; la baten libremente los aires E. N. y O., constituyendo un clima bastante frio, pero sano. Forman la pobl. 124 casas, las mas de un solo piso y mala construccion; la consistorial es de mediana solidez, y sirve tambien de cárcel y sala de escuela, la cual es desempeñada por el sacristan, quien percibe una corta asignacion en granos de los fondos públicos: asisten 40 niños. Tiene igl. parr. bajo la advocacion de Sta. María la Mayor, de construccion ant., de mamposteria bastante sólida; en la torre existe el reloj de la v.; su curato es perpetuo y de concurso general: en los afueras se ven tan solo las ermitas de Ntra. Sra. de la Soledad en el sitio llamado de Chaparraza, á 200 pasos del pueblo, y la de Sta. Ana á 1/2 hora, en donde llaman la Pedriza. Confina el térm. por N. con el de Piqueras; E. con el de Alustante; S. con los de Checa y Orea, y O. con el de Trayd, todos á 3 4 ó 1 hora de dist.: abunda de buenos montes pinares de la mejor calidad, particularmente el titulado Cerro Palillo, que es el mas elevado en aquellas inmediaciones, y solo se cultivan 1,600 fan. de tierra; es notable sobre todo el arroyuelo que se forma de las aguas que descienden del espresado Cerro Palillo, el cual llega hasta la entrada del pueblo, y á diez pasos de la igl. parr. desaparecen en un gran sumidero que forma la quebradura de un peñasco: es este sumidero tan capaz, que en tiempo de grandes lluvias, absorve una cantidad de agua igual á la que necesitan 6 piedras de molino, y cuando la avenida es de mucha consideracion, y la boca de aquella sima, digámoslo asi, no puede dar paso al torrente, sobreviene una inundacion que pone en peligro hasta 20 casas del pueblo: hay tambien por las inmediaciones algunos pequeños manantiales que forman otro arroyuelo destinado para el riego de los huertos: el terreno es demasiado frio y montuoso, escepto el pequeño valle que se halla al frente de las casas: los caminos son travesías de herradura, muy escabrosos por la calidad del terreno: recibe la correspondencia dos veces á la semana en la estafeta de Molina, por medio del cartero que paga con los pueblos inmediatos. prod.: trigo comun, no muy bueno, cebada, avena y hortaliza; hay ganado lanar, cabrio, vacuno, yeguar, mular y menor, y muchos lobos, conejos y perdices en las pinares.: ind.: la principal consiste en el aserrado de maderas de pino: hay también 4 tejedores y un molino harinero: pobl. 119 vec. 466 alm.: cap. prod. 2.504,730 rs.: imp. 135,425: contr. 4,102 rs. 25 mrs. vn.: presupuesto municipal: 2,600 rs., que se cubren con el prod. de 40 fan. de trigo del molino harinero que pertenece á los propios; 500 rs. del arbitrio de la taberna, 400 de algunas yerbas; el importe de la licencia para cortar 150 pinos cada año, y repartimiento vecinal por lo que no alcanzan estos valores. Este pueblo, por donacion de la Infanta Doña Blanca, correspondió á Fernán Saez, y posteriormente al ant. señ. de Molina.
(Madoz, 1845, p. 465)

## Demografía
Alcoroches cuenta con una población de 127 habitantes (INE 2024).

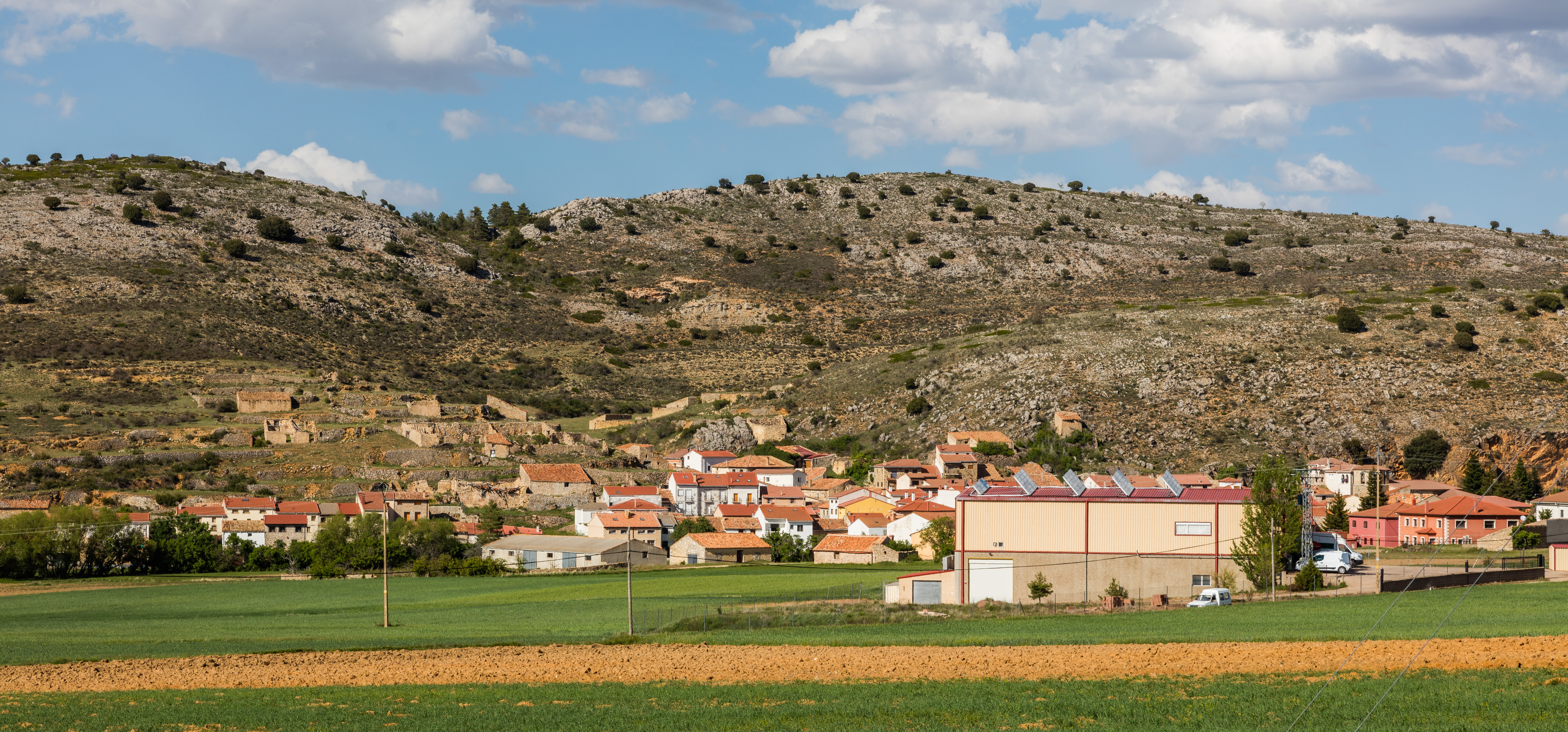
Vista general de la localidad

| Gráfica de evolución demográfica de Alcoroches entre 1842 y 2021                                                    |
| |
| Población de derecho según los censos de población del INE Población de hecho según los censos de población del INE |

## Economía
La mayor parte de su término es forestal y se da caza menor y mayor. Su economía se basa fundamentalmente en la construcción, la ganadería y la agricultura.

## Gastronomía
Destacan en su gastronomía embutidos como la morcilla o el chorizo, jamón y demás productos cárnicos, como el cabrito o el cordero asados o en caldereta. También destacan en repostería los rollos y tortas. Mención aparte merece el agua, que por su altitud (de 1500 a 1300 metros sobre el nivel del mar) es excelente.

## Fiestas
Las fiestas de Alcoroches son del 21 de agosto al 24 de agosto, en honor de san Timoteo. Los dos primeros días de madrugada se le canta al patrón pidiendo las mejoras y necesidades que sufren tanto el pueblo como sus habitantes.